# Fairview (hrabstwo Westchester)
Fairview – jednostka osadnicza w Stanach Zjednoczonych, w stanie Nowy Jork, w hrabstwie Westchester.